# Excideuil
Excideuil ist eine französische Gemeinde mit 1195 Einwohnern (Stand 1. Januar 2022) im Département Dordogne in der Region Nouvelle-Aquitaine. Sie gehört administrativ zum Arrondissement Nontron und ist Hauptort des Kantons Isle-Loue-Auvézère. Die Bewohner nennen sich Excideuillais(es).

## Geographie
Die Gemeinde liegt rund 60 Kilometer südsüdwestlich von Limoges im Nordosten des Départements Dordogne und grenzt im Norden an Clermont-d’Excideuil, im Osten an Saint-Médard-d’Excideuil, im Süden an Saint-Raphaël und im Westen an Saint-Martial-d’Albarède.
Excideuil wird vom Fluss Loue passiert.

## Bevölkerungsentwicklung
| 1962 | 1968 | 1975 | 1982 | 1990 | 1999 | 2006 | 2011 |
| ---- | ---- | ---- | ---- | ---- | ---- | ---- | ---- |
| 1978 | 1660 | 1663 | 1535 | 1414 | 1318 | 1318 | 1184 |

## Sehenswürdigkeiten
- Schloss Excideuil, Schlossanlage mit Teilen aus dem 12. Jahrhundert – Monument historique[1]
- Kirche Saint-Thomas, Kirche aus dem 15. Jahrhundert – Monument historique[2]
- Wohnhaus aus dem 18. Jahrhundert – Monument historique[3]

## Persönlichkeiten
Von 1947 bis 1957 war der Politiker und Widerstandskämpfer Camille Bedin Bürgermeister der Gemeinde.